# Euphyciodes
Euphyciodes és un gènere d'arnes de la família Crambidae.

## Taxonomia
- Euphyciodes albotessulalis (Mabille, 1900)
- Euphyciodes griveaudalis Viette, 1960